# Reuzensnip
De reuzensnip (Gallinago undulata) is een vogel uit de familie van strandlopers en snippen (Scolopacidae).

## Verspreiding en leefgebied
Deze soort komt voor in noordelijk en zuidoostelijk Zuid-Amerika en telt twee ondersoorten:
- G. u. undulata: Colombia, Venezuela, de Guiana's en noordelijk Brazilië.
- G. u. gigantea: oostelijk Bolivia tot Paraguay, zuidoostelijk Brazilië en noordoostelijk Argentinië.